# Увадзіма
Увадзіма (яп. 宇和島市, うわじまし, МФА: [uwad͡ʑima ɕi̥]?) — місто в Японії, в префектурі Ехіме. Розташоване в південно-західній частині префектури, на березі моря Ува.   Виникло на основі призамкового містечка роду Дате, автономного уділу Увадзіма. Отримало статус міста 1921
 року. Площа становить 469,58 км². Станом на 1 липня 2012 року населення складало 81 928  осіб, густота населення — 174 осіб/км².  Основою економіки є переробка морепродуктів, вирощування мандаринів і штучних перлів.   Місто відоме боями на биках, японським аналогом кориди.

## Історія
Засноване 1 серпня 1921 року шляхом злиття таких населених пунктів:
- містечка Увадpіма повіту Кіта-Ува (北宇和郡宇和島町)
- села Явата (八幡村)

1 серпня 2005 року воно розширилося, поглинувши два населених пункти:
- містечко Йосіда повіту Кіта-Ува (北宇和郡吉田町)
- містечко Цуcіма (津島町)